# Cybella weygoldti
Espèce
Cybella weygoldti est une espèce de pseudoscorpions de la famille des Feaellidae.

## Distribution
Cette espèce est endémique de Malaisie.

## Étymologie
Cette espèce est nommée en l'honneur de Peter Weygoldt.

## Publication originale
- Harvey, 2018 : Two new species of the pseudoscorpion genus Cybella (Pseudoscorpiones: Feaellidae) from Malaysian caves. Zoologischer Anzeiger - A Journal of Comparative Zoology, vol. 273, p. 124-132.